# Günther Zins
Günther Zins (* 9. April 1951 in Butzbach, Hessen) ist ein deutscher Bildhauer und Fotograf. Bekannt wurde Zins durch seine geometrischen Stahlskulpturen.

## Ausbildung
Günther Zins studierte von 1970 bis 1975 Freie Malerei an der Fachhochschule für Kunst und Gestaltung in Köln. 1979 wechselte er an die Hochschule der Künste nach Berlin, wo er bis 1980 studierte. 1987 erhielt er das Märkische Stipendium für Bildende Kunst in Lüdenscheid. 2004 und 2007 war er Atelierstipendiat der Cité international des Arts in Paris und ist Mitglied im Verein der Düsseldorfer Künstler.

## Werk
Bereits in seinem frühen Werk zeichnet sich Günther Zins Vorliebe für die konkrete Kunst ab. Schon die frühen malerischen Zeugnisse aus den Jahren um 1985 zeigen geometrische Strukturen und auch die Farbe findet sich bei ihm als materielles Element, das zur skulpturalen Formung herausfordert. Sein charakteristisches künstlerisches Mittel aber wird schließlich das Stahlrohr. Mit ihm konstruiert Zins geometrische Formen, die sich sowohl als raumfüllende als auch als reliefartige Objekte ausgeprägt finden. Immer wieder sucht Zins die Konfrontation mit gebauter Architektur oder findet landschaftliche Orte, in die er seine reduzierten Stahlrohplastiken einfügt.
Bei all diesen skulpturalen Objekten geht es dem Künstler um den Übergang der Linie in den Raum. Das Spiel mit der Illusion findet sich darüber hinaus auch in den fotografischen Arbeiten, mit denen der Künstler seit der Jahrtausendwende experimentiert. In der Werkgruppe der „geworfenen Plastik“ (2002) entstehen für Bruchteile von Sekunden scheinbar schwerelose Skulpturen, die als Raumzeichnungen fotografisch festgehalten werden.
Mit seinen skulpturalen Werken schließt Günther Zins an die konstruktive Plastik der 1920er Jahre an und entwickelt sie als raumfüllende Installation und Raumzeichnungen weiter.

## Einzelausstellungen

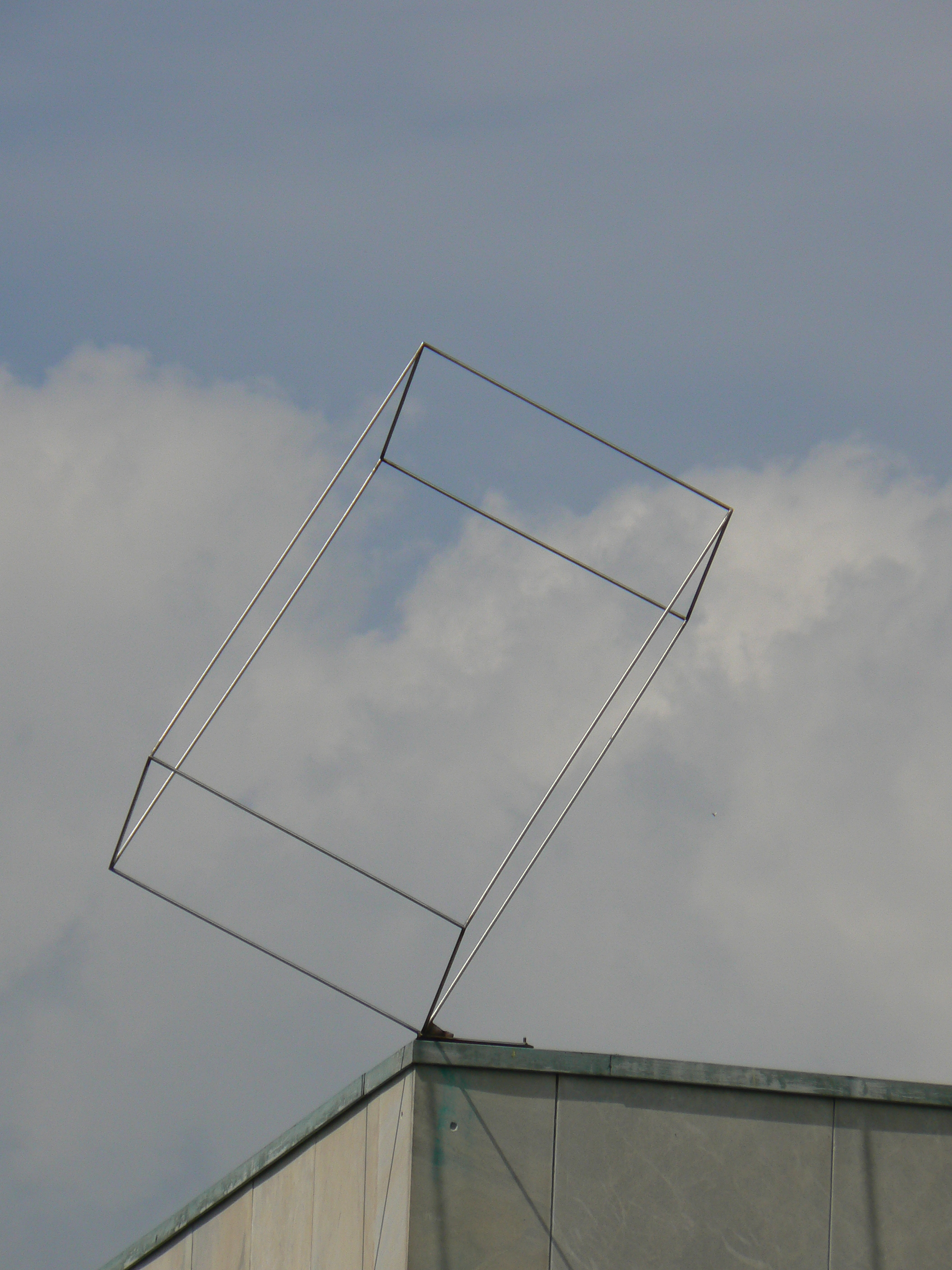
Sculpture Quader für Marl (1991) von Günther Zins als Teil der Außensammlung des Skulpturenmuseums Glaskasten

- 1984: Städtisches Museum Haus Koekkoek, Kleve
- 1991: Skulpturenmuseum Glaskasten, Marl / Museum Ostwall, Dortmund
- 1994: Museum für Kunst und Kulturgeschichte, Goch, Öffnung des Raumes
- 1998: Städtische Galerie Lüdenscheid
- 2001: Zeche Zollverein, Essen, Gewirkt – Geschweisst, Linie und Farbe im Raum
- 2004: Museum Kurhaus Kleve
- 2008: Kunstverein Region Heinsberg, Schwerelos
- 2011: Museum Goch/Museum Schloss Moyland, Schwerelos, Zeichen im Raum
- 2012: ehem. Reichsabtei, Aachen-Kornelimünster, Öffnung des Raumes, Stahlplastik und Fotografie
- 2018: Gustav-Lübcke-Museum, Hamm, Klare Kante
- 2019: Museum Voswinckelshof, Dinslaken, Raumskulpturen
- 2019: Museum Moderner Kunst Wörlen, Passau
- 2021: Museum Kurhaus Kleve, Kleve

## Ausstellungsbeteiligungen
- 1974: Museum Katharinenhof, Kranenburg
- 1986: Malen in Lüdenscheid – 1. Lüdenscheider Malersymposion: Brigitte Driller, Ulrich Dürrenfeld, Gerhard Scharnhorst, Christian Stober, Ulli Weiß und Günther Zins
- 1988: Figurationen, Flottmannhallen, Herne
- 1989: 11 Künstlerräume, Museum Schloß Morsbroich, Leverkusen
- 1995: Schweben, Skulpturenmuseum Glaskasten, Marl
- 2002: Busan Sculpture Project, Busan Biennale, Südkorea
- 2006: Still und konsequent, Arbeiten aus der Sammlung Uwe Obier, Siegerlandmuseum, Siegen
- 2006: und es bewegt sich doch, Alexander Calder und Jean Tinguely bis zur zeitgenössischen mobilen Kunst, Museum Bochum
- 2008: Die Grosse, Museum Kunstpalast Düsseldorf
- 2010: Privatim, Arbeiten aus der Sammlung Crummenerl, Städtische Galerie Lüdenscheid
- 2010: Die Grosse, Kunstpalast Düsseldorf
- 2014: Stahlplastik in Deutschland Gestern und Heute, Kunstverein Wilhelmshöhe, Ettlingen
- 2017: Skulpturen im Dialog, Dominikanerkirche Münster, Kunsthalle Schnake
- 2018: Kreislauf, Museum Katharinenhof, Kranenburg
- 2019: Sichtwelten, 34. Übersichtsausstellung des Westdeutschen Künstlerbundes, Osthaus Museum Hagen und Städtische Galerie Iserlohn

## Kunst im öffentlichen Raum
- Kreishaus Lüdenscheid
- Parktheater Iserlohn
- Glockengasse, Geldern
- Haus im Park, Emmerich
- Dach des Ratssaals, Rathaus Marl
- Forstgarten Kleve
- Dresdner Bank, Frankfurt am Main

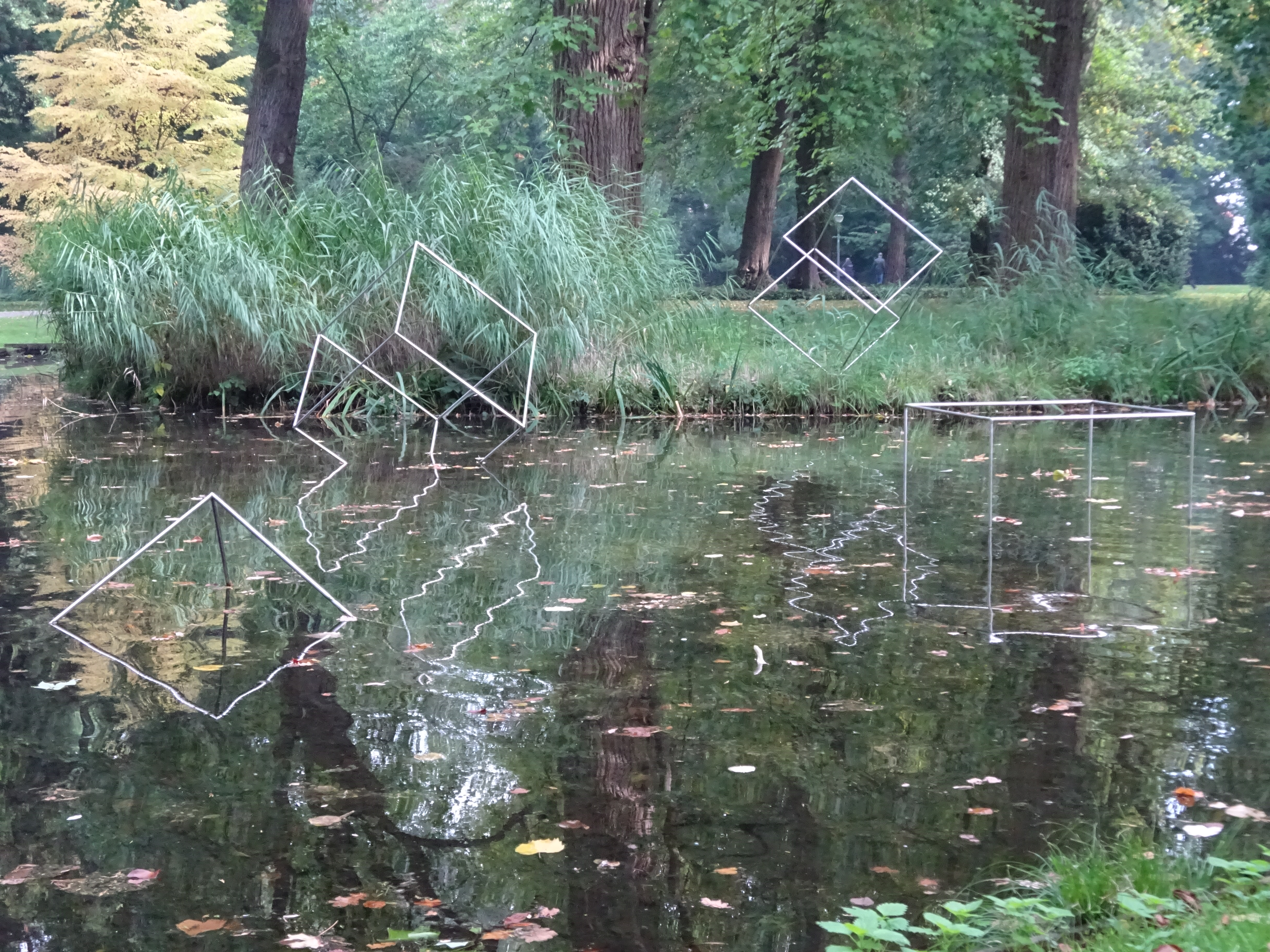
Versinkender Würfel (1993) im Forstgarten, Kleve

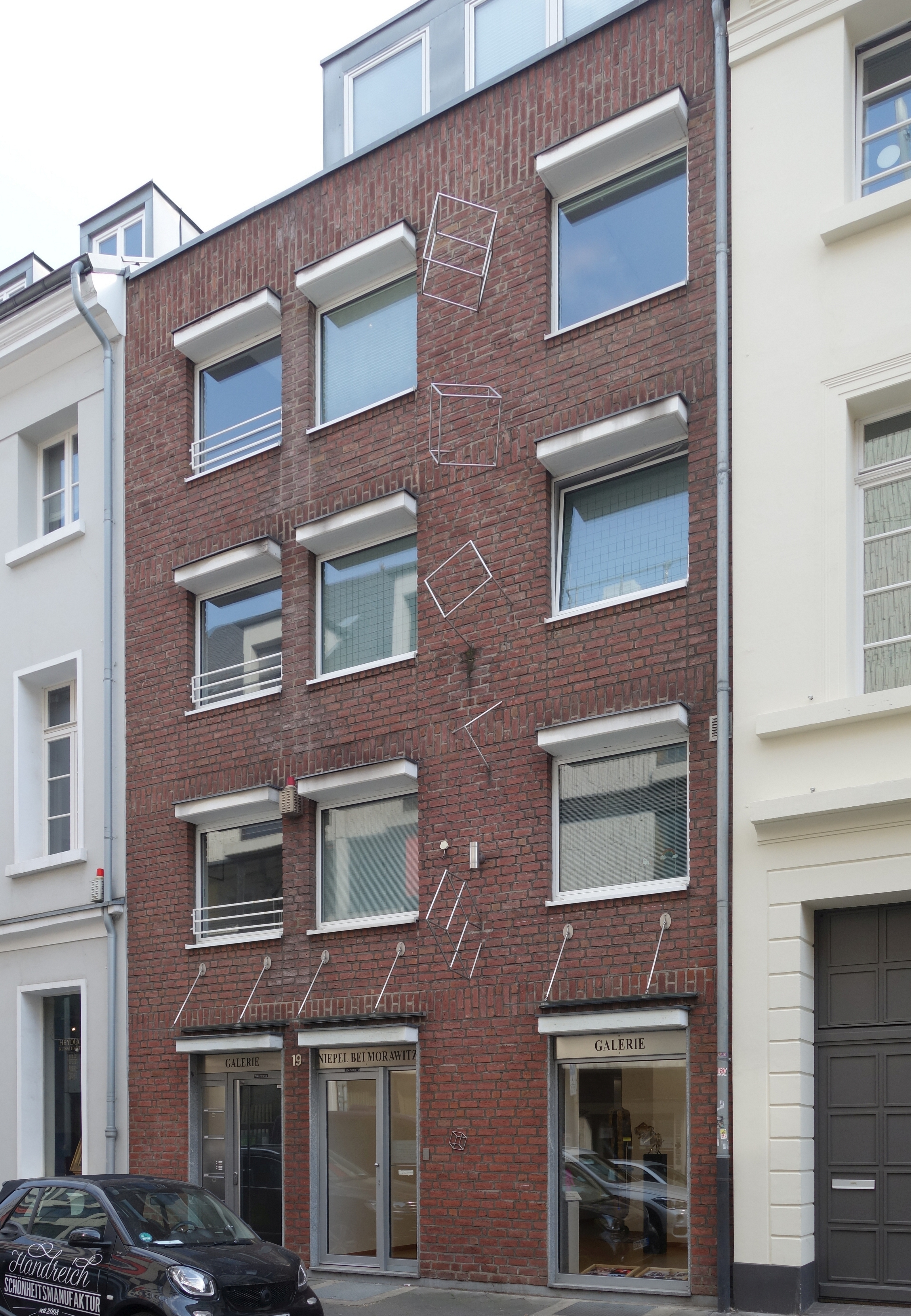
Versinke Würfel, tauch auf (2003), Bastionstraße 19, Düsseldorf

- Niedersächsisches Landesamt für Ökologie, Hildesheim
- Altes Rathaus, Hattingen
- Finanzverwaltung NRW, Münster
- St. Johannes Krankenhaus, Dortmund
- Sparkasse-Dresdner Bank, Frankfurt/Oder
- BIK, Frankfurt am Main
- Sparkasse, Kleve
- Polizeipräsidium Kleve
- Museum am Ostwall, Dortmund
- Stadtpark am Rathaus, Dinslaken
- Skulpturenpark am Stadion, Busan, Südkorea
- Alter Markt, Emmerich
- Realschule, Kleve-Kellen
- Museen der Stadt Delmenhorst
- Kreisverkehr Stadionring, Bochum
- Ruhrcongress Bochum
- Mokpo Sculpture Park, Südkorea
- Volksbank Borken
- Künstlerzeche Unser Fritz, Herne
- Kurpark, Hamm
- Rütterswall, Kranenburg
- Bastionstraße 19, Düsseldorf